# 시모이치정
시모이치정(일본어: 下市町)은 일본 나라현 중부에 있는 요시노군의 정이다.

## 지리
요시노강(와카야마현에서는 기노강)의 남쪽에 있다.

## 역사
헤이안 시대 무렵부터 요시노의 입구로 번창해 장이 섰다. 일본에서 최초로 상업어음인 시모이치 지폐가 발행되는 등 요시노 지방의 주요 상업지로 번창했다.
- 1889년 4월 1일 - 정촌제 시행으로 시모이치촌이 성립하였다.
- 1890년 2월 24일 - 정으로 승격해 시모이치정이 되었다.

## 교통

### 도로
- 국도 제309호선 (일본)(일본어판)